# Джордж Нокс Меррілл
Джо́рдж Но́кс Ме́ррілл (англ. George Knox Merrill; 16 жовтня 1864 — 21 жовтня 1927) — американський ліхенолог. Він був провідним представником ліхенології на початку XX століття. Особливо цікавився видами родини Cladoniaceae, в якій опублікував кілька нових видів, різновидів і форм. У 1909 році він почав публікувати «Lichenes Exsiccati», яку з перервами продовжував до 1927 року; в цій серії було представлено 400 зразків.
Із 1905 по 1916 рік очолював відділ лишайників у Моховому товаристві Саллівана. Публікував у журналі «Бріолог» інформативну серію «Нотаток про лишайники» (англ. "Lichen Notes").
Меррілл народився в Льюїстоні, штат Мен, у сім'ї Джона Меррілла (фермера) та Джейн Прескотт. Він відвідував державні школи в Льюїстоні, а згодом у Бостоні, куди вони з матір'ю переїхали після смерті батька. Вступив до Гарвардського університету, але так і не закінчив його. Приблизно в цей час він захопився журналістикою і почав писати статті для газети «The Beverly Citizen». Меррілл також був відомим шахістом і одного разу виграв чемпіонат штату Мен.